# Trio élégiaque n.º 1 (Rajmáninov)
El Trío elegíaco n.º 1 en Sol menor (Trio élégiaque) es una composición musical de Serguéi Rajmáninov para piano, violín y chelo. 
La obra fue escrita entre el 18 y el 21 de enero de 1892 en Moscú, cuando el compositor tenía 19 años. Se estrenó el 30 de enero del mismo año con el compositor al piano, David Kreyn en el violín y Anatoliy Brandukov en el chelo. Tuvo que esperar hasta 1947 para ser publicada por primera vez y por eso no tiene asignado un número de opus. Rajmáninov escribió un segundo trío elegíaco en 1893 después de la muerte de Piotr Ilich Chaikovski.

## Forma musical
El trío está compuesto en un solo movimiento, contrastando con la mayoría de los tríos para piano que tienen cuatro o tres movimientos. Ese único movimiento está escrito en forma sonata, pero la exposición está construida sobre doce episodios que están presentados simétricamente en la recapitulación. El tema elegíaco es presentado en la primera parte por el piano, bajo la indicación Lento lugubre. En las partes siguientes la elegía es presentada por el chelo y el violín, mientras su espíritu evoluciona constantemente (più vivo - con anima - appassionato - tempo rubato - risoluto). El tema es finalmente presentado como una marcha fúnebre.
A pesar de su juventud, Rajmáninov muestra en la virtuosa parte para piano su habilidad para cubrir un amplio espectro de colores. El trío tiene una conexión clara con el trío para piano en la menor de Chaikovski, tanto en el inusual y extenso primero movimiento, como en la conclusión a manera de marcha fúnebre.

## Relación con las obras de Chaikovski
Se ha sugerido con frecuencia que esta obra es una elegía temprana por Chaikovski. Pero esto es dudoso: en 1892 el viejo compositor gozaba de buena salud y no había nada que presagiara la repentina enfermedad que lo mataría un año más tarde. En todo caso, como se ha comentado antes, la relación viene dada por el uso repetitivo del primer tema, un motivo de cuatro notas ascendentes, que domina los quince minutos que dura la obra. Interpretada en sentido contrario tiene el mismo ritmo del primer concierto para piano de Chaikovski (escrito entre 1874 y 1875). Rajmáninov escribió su primer trío cuando aún era un estudiante y pudo haber sido un homenaje a su amigo y mentor. El segundo trío, compuesto dos años más tarde, sí sería una verdadera elegía por la muerte de Chaikovski.